# Clionella rosaria
Clionella rosaria é uma espécie de gastrópode do gênero Clionella, pertencente a família Clavatulidae.